# 让松·德·萨伊中学

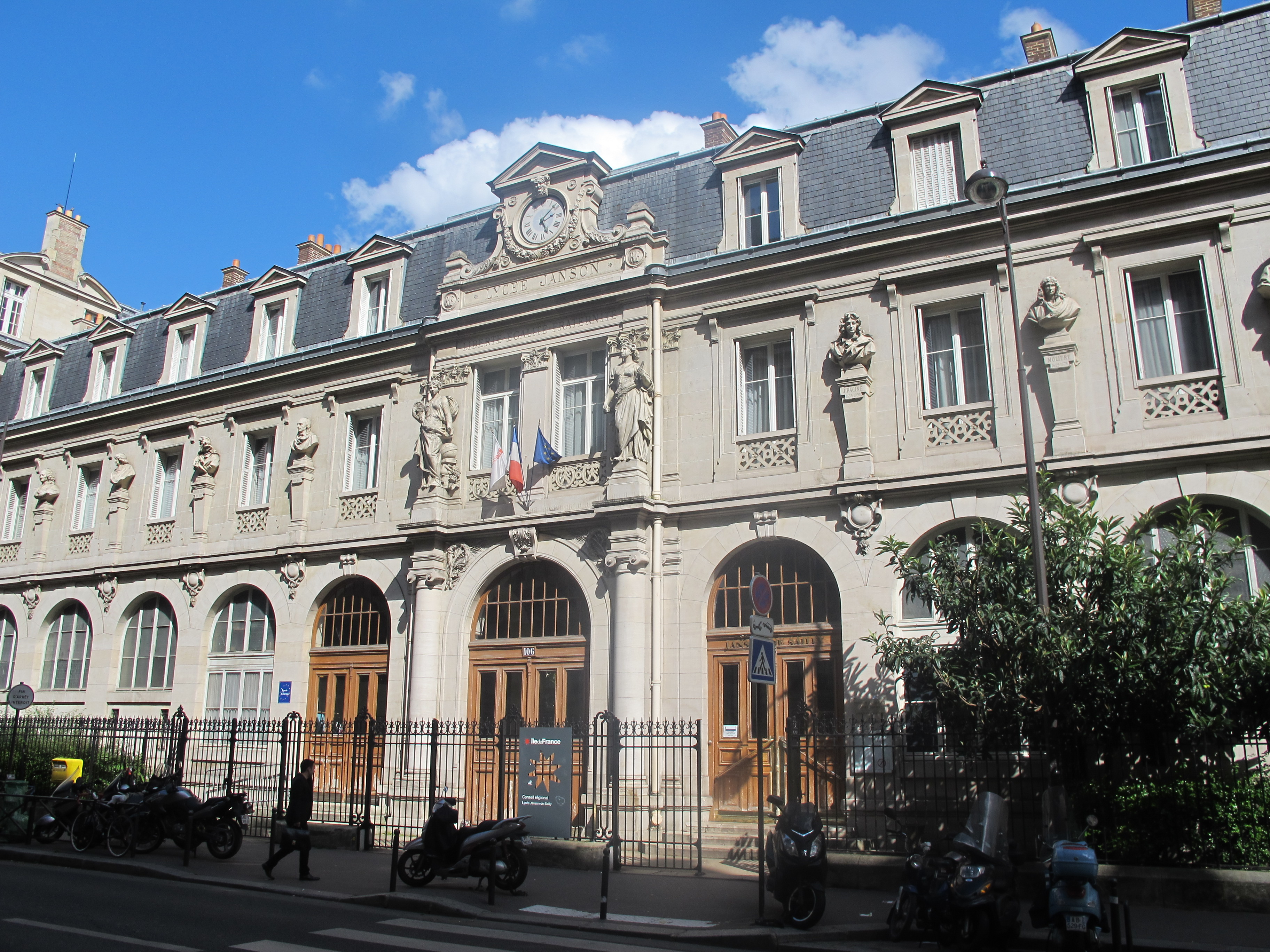
让松·德·萨伊中學

让松·德·萨伊中学（法語：Lycée Janson de Sailly）是巴黎的一所學校，位於巴黎十六區。让松·德·萨伊中學是巴黎最著名的學校之一，也是這一地區規模最大的教育機構。現在让松·德·萨伊中學的高中部門有學生3,200人。让松·德·萨伊曾是一位富裕的律師，由於他發現自己的妻子有外遇，因此取消了他妻子的財產繼承權，並用這筆錢捐贈創建了让松·德·萨伊中學。让松·德·萨伊中學成立於1880年代。